# Gタンパク質αサブユニット
Gタンパク質αサブユニット（英: Gα subunit）は、膜結合型ヘテロ三量体Gタンパク質の3つのサブユニットのうちの1つである。

## 背景
Gタンパク質とその受容体（GPCR）は、哺乳類細胞で最も広くみられるシグナル伝達システムの1つを構成し、知覚、細胞成長やホルモン調節など多様なシステムを調節する。細胞表面では、ホルモンや神経伝達物質などのリガンドがGPCRに結合することで受容体のコンフォメーション変化が引き起こされ、膜の細胞内側で結合しているGタンパク質が活性化される。活性化された受容体はGタンパク質αサブユニットに結合したGDPのGTPへの交換を促進する。GTPの結合はαサブユニットのスイッチ領域のコンフォメーションを変化させ、それによって受容体からの不活性な三量体Gタンパク質の放出と、活性型（GTP結合型）αサブユニットとβγ複合体への解離が可能となる。αサブユニットとβγ二量体は、下流の異なるエフェクター分子（アデニル酸シクラーゼ、ホスホジエステラーゼ、ホスホリパーゼC、イオンチャネルなど）の活性化を行う。こうしたエフェクターは、cAMP、ジアシルグリセロール、ナトリウムイオンやカルシウムイオンなどのセカンドメッセンジャーの細胞内濃度を調節し、最終的には遺伝子の転写の調節を介して生理的応答を引き起こす。この応答はαサブユニットに結合したGTPのGDPへの加水分解によって完結し、αサブユニットとβγサブユニットが再結合して受容体に結合することでシグナルは終結する。Gタンパク質シグナルの長さはGTP結合型αサブユニットの持続期間によって制御されており、RGSタンパク質（regulator of G protein signaling）や共有結合修飾によって調節されることもある。

## 形態
Gタンパク質の各サブユニットにはいくつかのアイソフォームが存在し、その多くにはスプライスバリアントが存在する。これらが共に結合し、数百種類の組み合わせのGタンパク質が形成される。ヘテロ三量体Gタンパク質のサブユニットの組み合わせは、どの受容体に結合するかに影響するだけでなく、下流のどの標的が影響を受けるかにも関係しており、特定の外部刺激に対して特定の生理的過程を標的化する手段となっている。Gタンパク質の複数のサブユニットには脂質修飾が施されており、これらは細胞膜への標的化とタンパク質間相互作用に寄与している。
Gタンパク質αサブユニットは弱いGTPアーゼとして作用する。Gタンパク質の分類はαサブユニットの配列と機能に基づいて定義されており、哺乳類ではGs、Gq、Gi、G12/13などいくつかのサブタイプに分類され、菌類や植物のクラスも存在する。αサブユニットはGTP結合ドメインとヘリカル挿入ドメイン（helical insertion domain、InterPro: IPR011025）の2つのドメインから構成される。GTP結合ドメインはRas様低分子量GTPアーゼと相同であり、活性化時にコンフォメーションが変化するスイッチ領域I、IIを持つ。スイッチ領域は、グアニンヌクレオチド感受性のコンフォメーションをとる、αヘリックスをつなぐループ領域である。ヘリカル挿入ドメインはGTP結合ドメインのスイッチ領域Iの前に挿入されており、ヘテロ三量体型Gタンパク質に特有である。このヘリカル挿入ドメインはGTP結合ドメインとの相互作用面にグアニンヌクレオチドを封じ込める機能を持ち、ヌクレオチドの解離にはこのドメインの移動が必要である。